# 大井火力発電所
大井火力発電所（おおいかりょくはつでんしょ）は東京都品川区八潮1-2-2に存在したJERAの石油火力発電所。

## 概要
1971年に1号機が運転を開始、3号機までが建設された。経年劣化が進み2016年4月1日より全機長期計画停止となった。
当発電所は、2016年4月に東京電力から子会社の東京電力フュエル&パワーに移管された。2019年4月にはさらにJERAに移管された。
2022年3月に1～3号機を廃止した。跡地利用は太陽光発電などの可能性もあり未定。

## 発電設備
なし。

## 廃止された発電設備

### 本設電源
- 総出力：105万kW（2016年4月1日時点）[3]
- 敷地面積：約19万m2
- 発電方式：汽力発電方式
- 2022年3月廃止（1号機～3号機）

1号機（2016年4月1日より長期計画停止）
定格出力：35万kW
使用燃料：原油
熱効率：42.2%（低位発熱量基準）
営業運転開始：1971年8月
2号機（2016年4月1日より長期計画停止）
定格出力：35万kW
使用燃料：原油
熱効率：42.2%（低位発熱量基準）
営業運転開始：1972年2月
3号機（2016年4月1日より長期計画停止）
定格出力：35万kW
使用燃料：原油
熱効率：42.2%（低位発熱量基準）
営業運転開始：1973年12月

### 緊急設置電源
2011年3月11日の東日本大震災により複数の発電施設が被災し、電力供給力が大幅に低下したため、緊急設置電源を新設した。
電力需給が逼迫した際に稼働していたが、被災火力発電所の復旧等により1号機は廃止、2号機は長期計画停止となり、2号機についても2015年3月に廃止された。
1号ガスタービン（緊急設置電源）（廃止）
発電方式：1,100℃級ガスタービン発電方式
定格出力：12.8万kW × 1台　（タイ発電公社(EGAT)から無償貸与）
使用燃料：都市ガス
熱効率：30.5%（低位発熱量基準）
営業運転期間：2011年8月15日 - 2014年4月1日
2号ガスタービン（緊急設置電源）（廃止）
発電方式：1,300℃級ガスタービン発電方式
定格出力：8.1万kW × 1台
使用燃料：都市ガス
熱効率：34.8%（低位発熱量基準）
営業運転期間：2011年9月22日 - 2015年3月（2014年4月1日より長期計画停止）

## 東北地方太平洋沖地震による被害
2011年3月11日に発生した東北地方太平洋沖地震により当時運転中だった2、3号機が停止した。復旧作業の結果、3号機は13日に、2号機は17日に運転を再開した。

## 大井火力発電所爆発事故
1987年5月26日に、当発電所中央部の第二原油サービスタンクが爆発・炎上した事故。この火災で作業員4名が死亡。作業員1人が全身やけどの重傷、消防士1人が負傷した。